# Polydendrorhynchus zhanjiangensis
Polydendrorhynchus zhanjiangensis is een snoerworm (Nemertea) uit de familie Polybrachiorhynchidae.
De wetenschappelijke naam van de soort werd voor het eerst geldig gepubliceerd in 1988 door Yin & Zeng.